# Tauqir Dar
Tauqir Dar oder Tauqeer Dar (geboren am 31. Januar 1964 in Lahore) ist ein ehemaliger pakistanischer Hockeyspieler. Er gewann mit der pakistanischen Nationalmannschaft 1984 olympisches Gold.

## Sportliche Karriere
Der Sohn von Munir Ahmed Dar wirkte bei den Olympischen Spielen 1984 in drei Vorrundenspielen mit. Die pakistanische Mannschaft gewann letztlich die Goldmedaille durch einen Finalsieg über die deutsche Mannschaft.
Im gleichen Jahr belegte Tauqir Dar mit der pakistanischen Mannschaft den zweiten Platz bei der Champions Trophy.
Tauqir Dar spielte für den pakistanischen Zoll in Karatschi.